# 李高 (高麗)
李高（：／ Yi Go；1124年—1171年），高麗王朝將領。高麗中期，由於朝廷重文輕武，李高對高麗毅宗優待文臣、賤待武臣的行為非常不滿，遂於1170年（毅宗二十四年）與鄭仲夫、李義方、蔡元等人在普賢院發動兵變，屠殺文臣。隨後廢黜毅宗，擁立明宗。此後，李高被封為大將軍、衛尉卿，與鄭仲夫、李義方等發動政變的武臣們兼任朝廷中的文官職務，武臣的勢力急劇膨脹。
李高希望成為新的國王，夥同法雲寺僧修惠、開國寺僧玄素等人，計畫於1171年（明宗元年）發動叛亂。但其密謀被李義方得知。在他準備叛亂之前，李義方擊殺他於宮門外。李義方盡誅李高的黨羽，李高的母親也被斬首，其親族流配外島。唯獨李高的父親由於對李高的叛逆行為深惡痛絕而幸免於被誅。

## 相關影視作品
- 《武人時代》，KBS，2003年~2004年，演員：朴俊奎